# Wálter Andrade
Wálter Saul Andrade (Paraná, 1º dicembre 1984) è un ex calciatore argentino, di ruolo difensore.